# Chaîne des Matheux
La chaîne des Matheux est une chaîne de montagnes située au centre d'Haïti juste au nord de la capitale Port-au-Prince.

## Géographie
La chaîne des Matheux mesure 75 kilomètres de long sur une vingtaine de kilomètres de large. L'altitude moyenne est comprise entre 1 200 mètres et 1 300 mètres. Le point culminant est le sommet du morne Baptiste qui s'élève à 1 575 mètres d'altitude et sur lequel s'élève le fort Delpêche. La chaîne des Matheux est située entre la plaine de l'Artibonite et le canal de Saint-Marc jusqu'à la plaine du Cul-de-Sac et se rétrécit au sud-est avec le morne Saut d'Eau. Après avoir contourné par le nord le lac du Trou Caïman, la chaîne  des Matheux s'élargit de nouveau et change de nom pour prendre celui de chaîne du Trou d'Eau, qui est une ramification de la sierra de Neiba en République dominicaine.
Au pied de cette chaîne et près du littoral s’étend la plaine de l'Arcahaie (9 880 ha), arrosée par plusieurs cours d’eau : la rivière Bretelle, la rivière Courjolles, la rivière des Matheux, la rivière de Montrouis et la rivière Torcelle. La Grande Rivière de Saint-Marc et la Petite Rivière de Saint-Marc prennent leur source dans la partie occidentale de la chaîne des Matheux avant d'aller se jeter dans le golfe de la Gonâve en traversant la ville de Saint-Marc qui leur a donné son nom.
Un volcan s'élève dans la chaîne des Matheux, le volcan de La Vigie ou morne La Vigie. Il culmine à 831 mètres d'altitude et occupe une dépression d’environ 40 km au cœur de la chaîne des Matheux, au nord de Cabaret et au sud-ouest de la ville de Saut-d'Eau, secteur connu sous le nom de Savane Michel et de Grande Savane.
La montagne est en grande partie déboisée. Néanmoins les flancs septentrionaux de cette chaîne sont couverts de bananeraies.

## Sources
1. ↑  Le volcan de La Vigie